# Sierra Soccer
Sierra Soccer est un jeu vidéo de football développé par Dynamix et publié par Sierra On-Line en 1994 sur Amiga. Le jeu inclut 24 équipes différentes qui s’affrontent pour gagner la coupe du monde de football de 1994.

## Accueil
| Sierra Soccer   |      |       |
| Média           | Pays | Notes |
| Amiga Action    | GB   | 89 %  |
| Amiga Computing | GB   | 80 %  |
| Amiga Format    | GB   | 68 %  |
| Amiga Power     | GB   | 62 %  |
| CU Amiga        | GB   | 87 %  |
| The One Amiga   | GB   | 83 %  |